# 笑山寺
笑山寺（しょうざんじ）は、山口県下関市に所在する曹洞宗の寺院。毛利家の菩提寺。長府藩主2代毛利光広、7代毛利師就が祀られている。元和年間に廃寺潮音寺を移す形で毛利秀元が開基し、1652年に秀元の父穂井田元清の霊位を移し、その法名にちなんで笑山寺と改められる。1914年には瀧川辨三により荒廃していた笑山寺が修復される。寺内に存在する十三重石塔は1975年より下関市指定文化財となっている。